# 黑桥站 (布拉格地铁)
黑桥站是一座布拉格地铁B线的地铁站，也是此线的终点站。“Černý Most”在捷克语中的字面意思是“黑色的桥”。